# Peucedanum rhodesicum
Peucedanum rhodesicum är en flockblommig växtart som beskrevs av John Francis Michael Cannon. Peucedanum rhodesicum ingår i släktet siljor, och familjen flockblommiga växter. Inga underarter finns listade i Catalogue of Life.